# Distrito Administrativo del Sureste
El Distrito Administrativo del Sureste (del ruso: Ю́го-Восто́чный администрати́вный о́круг, Yugo-Vostochny administrativny ókrug), es uno de los doce distritos administrativos (ókrugs) de Moscú, Rusia. Fue fundado en 1991 y tiene una superficie de 117,559 kilómetros cuadrados.

## Distritos
A su vez, dentro del distrito administrativo hay doce distritos:
- Kapotnya
- Kuzminki
- Lefórtovo
- Lyublinó
- Máryino
- Nekrásovka
- Nizhegorodsky
- Pechátniki
- Ryazansky
- Tekstílschiki
- Výjino-Zhulébino
- Yuzhnoportovy